# Leandro Godoy
Leandro Godoy (Bernal, 9 dicembre 1994) è un ex calciatore argentino, di ruolo difensore.

## Caratteristiche tecniche
È un terzino destro.

## Carriera
Cresciuto nelle giovanili dell'Arsenal de Sarandi, debutta in prima squadra l'11 maggio 2014 subentrando a Franco Zuculini nel match pareggiato per 0-0 contro il Belgrano.
Segna la prima rete il 6 dicembre, segnando il gol del momentaneo 6-0 nella roboante vittoria per 6-1 contro l'Atlético de Rafaela.